# Happy Tree Friends
Happy Tree Friends é um desenho animado de humor negro feito em Adobe Flash da Mondo Mini Shows, criado por Kenn Navarro, Aubrey Ankrum, Rhode Montijo e Warren Graff.

## História

### Início
Segundo o site oficial, a ideia de Happy Tree Friends foi criada pela sobrinha de Kenn, Carla Danielle e Rhode Montijo quando desenharam um coelho amarelo, um pouco parecido com o personagem Cuddles, num pedaço de papel enquanto trabalhava no Mondo Mini Shows e escreveu "Resistance Is Futile" (Resistência é Fútil) embaixo. O desenho fez vários empregados rirem. Em 1999, Mondo deu a Aubrey Ankrum, Rhode Montijo e Kenn Navarro uma chance de fazer uma curta para ele. Carla Danielle preferiu não levar os créditos pois várias pessoas ficariam no pé dela como ficam no do tio. Eles apresentaram um episódio curto, chamado Banjo Frenzy que estrelava um dinossauro (uma versão anterior de Lumpy) matando 3 animais selvagens (versões anteriores de Cuddles, Giggles e Toothy) com um banjo, após ser humilhado por eles por ter arrebentado o Banjo enquanto tocava uma música. De lá, eles criaram sua própria série de internet, que chamaram de Happy Tree Friends. Eles contrataram novos escritores e novos animadores para trabalhar no show. Começou com episódios de aproximadamente de  1 a 4 minutos, e ganhou sua série de TV em 2006, com episódios mais longos, de 7 minutos cada, tendo sido produzidos até agora 39 episódios para a TV e 64 para a internet. A série logo se tornou um fenômeno da Internet e alcançou fãs no mundo todo.
Cada episódio começa apresentando os personagens que irão estrelar nesse episódio. As introduções mudam de acordo com as temporadas. No final, mostram uma frase-trocadilho, com algum significado moral, de acordo com o que aconteceu no episódio, como "Wash behind your ears!" (Lave atrás de suas orelhas) e "Don't bite off more than you can chew!" (Não abocanhe mais do que possa mastigar!).

### Sucesso
Só depois de sua estreia na Internet em 2000, Happy Tree Friends se tornou um inesperado sucesso, obtendo mais de 15 milhões de acessos por mês, e sendo exibido em festivais de cinema. Em alguns países, os episódios podem ser vistos na televisão. Eles podem ser vistos nos canais de televisões da França, Países Baixos, Alemanha, Polônia, Suécia, Filipinas, Brasil, Japão, Itália, Israel, Indonésia, Inglaterra, Austrália e da América Latina. A série foi reformada em seu próprio show, e não como parte de uma compilação como antes. O desenho é caracterizado em muitos sites em que animações de flash podem ser vistas, como o YouTube, Atom Films, Twinkie Purple, Albino Black Sheep e foi no próprio site oficial do Happy Tree Friends.
Encorajados pelo sucesso do show, seus criadores lançaram quatro DVDs (First Blood, Second Serving, Third Strike e Winter Break), contendo os episódios mostrados no site e outros que não foram liberados. Uma coleção composta dos três primeiros DVDs e cinco episódios bônus, o Overkill, "Stealing the Spotlight" e "Ski Ya, Wouldn't Wanna Be Ya!", apenas estão disponíveis no conteúdo do DVD Winter Break.
Happy Tree Friends é atualmente um dos podcasts mais baixados do iTunes e milhares de vídeos feitos por fãs apareceram no YouTube.
John Evershed, presidente CEO da Mondo Media, contribui para o sucesso da série de animação do Kenn Navarro.

## Personagens principais
Todos os personagens são animais antropomórficos, muitos deles com dois grandes dentes de coelho, e olhos com pupilas em forma de Pacman. Com exceção de Sniffles e Lumpy, todos os Tree Friends têm narizes cor-de-rosa em forma de coração. Nos primeiros episódios, a maioria dos personagens eram mostrados como crianças, fazendo brincadeiras e coisas infantis. Mas, com o progresso da série, o conceito de idade foi alargado, e agora os personagens agem como crianças, adolescentes e adultos em episódios diferentes, com algumas exceções que sempre agem como adultos ou crianças. As histórias se passam em uma floresta típica dos Estados Unidos, onde todos os personagens são animais nativos da região; exceto os personagens Buddhist Monkey, que é chinês, Sniffles, que é sul-americano (haja vista que não existem tamanduás nos Estados Unidos) e Russell, que é uma lontra-marinha. São 22 personagens principais (com a introdução de Lammy e Mr.Pickles na terceira temporada), cada um com sua própria característica e aparência. Todos já estrelaram algum episódio, morreram (com exceção do Buddhist Monkey) e causaram alguma morte (muitas vezes não intencionais) - somente Truffles  nunca matou. Abaixo há uma lista completa dos atuais personagens principais:

### Cuddles
Um coelho amarelo e o melhor amigo de Toothy e o namorado de Giggles. Ele usa pantufas cor-de-rosa e tem bochechas rosas - aliás, é a sua cor preferida. É muito sapeca, às vezes malcriado, e normalmente se mete em problemas por causa disso. É um dos personagens primários da série (muitos fãs o veem como o personagem principal). Como Giggles, Toothy e Lumpy, ele aparece em várias propagandas do show.
Primeira Aparição: "Spin Fun Knowin' Ya!"
Primeira Morte: "Spin Fun Knowin' Ya!"
Primeira Vitima: Giggles em "This Is Your Knife"

### Giggles
Uma tâmia Cor-de-rosa com um grande laço rosa na cabeça e uma marca clara na testa que vai até o nariz (mas não a tinha no seu primeiro episódio, e fica sem ela na sua abertura durante toda a 1ª temporada da internet). Ela tem a personalidade de uma garota jovem e gosta de brincar entre as flores e fazer festas de chá. É a melhor amiga de Petunia, pois é sempre vista brincando ou fazendo atividades junto com ela. O seu nome vem do fato de estar sempre rindo (em inglês, "giggling"). Em "Every Litter Bit Hurts" é revelado que ela se preocupa muito com o meio ambiente e se irrita bastante quando alguém está poluindo. Ela é a personagem mais usada em episódios românticos, tanto que já foi vista com seu namorado Cuddles (2 vezes), também com The Mole (2 vezes), Russell e até Cro-Marmot. De acordo com Warren Graff, isso é porque ela é a personagem fêmea mais "acessível", por Petunia ser uma "gambá fedida", Flaky ser uma "medrosa coberta de espinhos e caspa" e a novata Lammy ser esquizofrênica e aparecer mais recentemente na série.
Primeira Aparição: "Spin Fun Knowin' Ya!"
Primeira Morte: "Spin Fun Knowin' Ya"
Primeira Vitima: Petunia em "Snow What? That's What!"

### Toothy
Um castor roxo claro com dentes enormes e separados e o rosto cheio de sardas. Inicialmente tinha dois fios de cabelo soltos na cabeça, que logo foram removidos (porém aparecem em todas suas aberturas da 1ª temporada da internet). É o melhor amigo de Cuddles e é um dos 4 personagens principais, junto com Cuddles, Lumpy e Giggles. Apesar de sua descrição no site oficial dizer "dente de abridor de lata" maior do que a dos outros personagens, ele ocasionalmente tem dentes normais. Isso era principalmente pela preguiça dos animadores, porém esse problema foi removido na série de TV. Ele é genericamente um personagem bastante amigável, que gosta de brincar bastante com os personagens mais jovens. Ele admira Splendid e inclusive se vestiu como ele no episódio de Halloween "Remains To Be Seen". Também foi revelado que ele já fez uma cirurgia de alargamento de rabo. A maioria de suas mortes e ferimentos incluem seus olhos e/ou a cabeça. Mesmo sendo um dos personagens principais, Toothy é o personagem que menos episódios estrelou.
Primeira Aparição: "Spin Fun Knowin' Ya!"
Primeira Morte: "Spin Fun Knowin' Ya!"
Primeira Vitima: Todos os personagens em "Class Act" (exceto Lammy e Mr.Pickels que na época não tinham sido introduzidos)

### Lumpy
Um alce azul claro com inteligência muito baixa, dentes ruins, olhos distorcidos e chifres incompatíveis (eles sempre mudam de direção). Ele é um dos personagens adultos e é conhecido por ser o "irmão mais velho" ou talvez a babá da maioria dos outros personagens. É também o Tree Friend mais alto: enquanto os outros medem cerca de 1,1m de altura (Cub mede apenas 90cm), ele mede 2,2m e é único personagem com o design do corpo diferenciado na série. Ele normalmente aparece em vários empregos em episódios diferentes (como professor, fazendeiro, motorista de ônibus ou caminhão, balconista de loja de conveniência, policial e até mesmo padre, para citar alguns) mas é completamente inapto e extremamente estúpido. Sua voz é semelhante à do Pateta da Disney porém grita como uma garota. Ele aparece em vários episódios e quase sempre sua estupidez é a causa da mortes dos outros personagens e às vezes sua própria morte também, porém na maioria das vezes ele causa a morte dos demais personagens e fica praticamente ileso. Lumpy é o único personagem que já matou Flippy (5 vezes) e os únicos que nunca foram vítimas dele são Splendid e Cro-Marmot. Apesar de Lumpy genericamente nunca ter matado alguém propositalmente, ele é mostrado como vilão pela primeira vez em "Dunce Upon a Time" e o fez contra Flippy no episódio "By The Seat Of Your Pants" para se defender. Lumpy é normalmente visto morando num trailer, exceto nos episódios "Aw, Shucks!" e "Junk In The Trunk" em que ele tem casas maiores e diferentes.
Primeira Aparição: "Spin Fun Knowin' Ya!"
Primeira Morte: "Havin' a Ball"
Primeira Vitima: Toothy em "Spin Fun Knowin' Ya!"

### Petunia
Uma cangambá azul-escura, que usa uma flor na cabeça e um colar cujo pingente é um pinheiro aromatizador, por ela exalar um cheiro ruim, como visto na sua abertura da quarta temporada, na qual as flores murcham, mesmo com ela usando o colar. Ela é a melhor amiga de Giggles, por ser vista com ela em praticamente todos os episódios que aparece. Ela parece ter muita vontade de urinar quando termina de beber algum líquido, como visto em "Happy Trails parte 1" e "Wingin' It". Ela sofre de transtorno obsessivo compulsivo, fazendo-a ficar nervosa, surpresa e assustada ao mesmo tempo. Em vários episódios parece demonstrar uma preocupação excessiva com a limpeza como visto em "Wishy Washy", em que ela se esforça ao máximo para manter sua casa e a si mesma limpas e impecáveis, sem sucesso, e cometendo suicídio ao descascar toda sua pele imunda com um descascador de batatas.
Primeira Aparição: "House Warming"
Primeira Morte: "Pitchin' Impossible"
Primeira Vitima: Cub em "Hello Dolly"

### Flaky
Uma porco-espinho vermelha cujos espinhos são cheios de caspa. Flaky é um dos personagens mais populares da série e tem a personalidade de ser muito tímida e medrosa, como visto no episódio "From A to Zoo", no qual ela tem medo de pintinhos. Não tem cílios como as outras fêmeas, portanto, sua personalidade é mal entendida por muitos fãs e mesmo aqueles ao seu redor. Por exemplo, Flaky, é caracterizada pelo gênero feminino, mas ainda há fãs que acham que a personagem é macho.
Sempre tentando salvar um amigo que está em perigo, mas ela não tem coragem, como no episódio "Water You Wading For?", então é vista como uma covarde. Mesmo assim, ela tem uma quedinha por Flippy (e vice-versa). Ela é considerada uma "menina moleque", por ser mais amigável com os personagens masculinos e gostar de esportes como baseball, futebol e surf, mas também parece gostar bastante de decorações com flores, como visto em "Wingin It" e "Wipe Out". O gênero dela causou muito debate, sobretudo no episódio "Something Fishy", no qual os produtores fizeram uma brincadeira com a discussão do gênero, em que ela não sabia em que banheiro ir, mas no final, decidiu ir no banheiro feminino (Flaky foi umas das personagens que Carla Danielle criou e seu tio Kenn botou na serie. Ela também criou Mime, Cuddles, Russel, Splendid e o que ela mais gosta, Flippy. Kenn ficou muito feliz com a ajuda de sua sobrinha, como ele disse aos criadores da serie. Mas Cuddles já existia, ela só fez alterações nele.). Além de Lumpy, ela foi a única personagem a conseguir pelo menos machucar Flippy seriamente (atirou uma lâmina no olho dele), mesmo não tendo o matado.
Primeira Aparição: "Water You Wading For"
Primeira Morte: "Treasure Those Idol Moments"
Primeira Vitima: Disco Bear em "Rink Hijinks"

### Nutty
Um esquilo verde, com uma marca clara na testa (similar à de Giggles), viciado em doces ou qualquer coisa que contenha açúcar. Isso faz com que ele seja hiperativo e está quase sempre rindo (às vezes ele ri enquanto está sofrendo ou morrendo). Ele possui vários doces grudados pelo corpo, como uma maçã-do-amor, pirulitos e uma bengala de açúcar, que inclusive trata como vestuário, como visto em "Chew Said a Mouthful", por causa da sua loucura por doces raramente sobrevive nos episódios que aparece. A direção e, às vezes, até mesmo a posição dos doces grudados nele mudam durante e entre episódios. Ele possui Ambliopia em seu olho esquerdo, e a íris balança de acordo com seus movimentos. O seu olho direito é inclusive diferente do seu olho esquerdo. Ele possui uma íris verde, bem parecido com os olhos de Flippy quando ele tem flashbacks. Nos primeiros episódios de internet, seu olho preguiçoso mudava de lugar várias vezes, mas esse erro se tornou menos frequente nas séries de TV (porém ainda acontece). Em alguns episódios acaba morrendo tentando comer doces e é capaz de qualquer coisa para consegui-los. Costuma confundir objetos com doces, e é revelado em "A Sight for Sore Eyes" que isso é por causa de seu olho ruim.
Primeira Aparição: "Nuttin' Wrong With a Candy"
Primeira Morte: "Nuttin' Wrong With a Candy"
Primeira Vitima: Todos os personagens em "Class Act" (exceto Lammy e Mr.Pickels que na época não tinham sido introduzidos)

### Disco Bear
Um urso pardo dourado com um cabelo afro alaranjado que adora dançar. Ele usa roupas dos anos 70. Ele é mais visto se exibindo ou tentando impressionar os personagens femininos como Giggles e Petunia, e às vezes as mata no processo. Ele raramente flerta com Flaky, e às vezes esbarra nela levando à sua morte, porém em "Ski Ya, Wouldn't Wanna be Ya!", dias após ter esbarrado nela, ele parece feliz em vê-la no final do episódio. Ele também flerta com ela em "See What Develops" em que ele pisca para ela enquanto eles apertam mãos. Apesar de suas falhas com as garotas, parece que ele é rico, pois no episódio "Ski Ya, Wouldn't Wanna Be Ya" ele tem uma cabine privada. Sua casa é extravagante e ele tem até um submarino particular em "Sea What I Found". Ele parece ser canadense em "Ipso Fatso". Também tem maus hábitos alimentares, visto em "A Change of Heart" e "Ipso Fatso". Sua personalidade e modos de agir com as personagens femininas da série lembram bastante o personagem Johnny Bravo, da Cartoon Network.
Primeira Aparição: "Stayin' Alive"
Primeira Morte: "Rink Hijinks"
Primeira Vitima: Giggles em "Stayin' Alive"

### Flippy
Um urso verde. Ele é outro personagem adulto e além do mais, um veterano de guerra. É o personagem mais cruel e violento do desnho. Em todos os episódios, ele está vestindo seu uniforme de batalha, um colar com número de registro e uma boina verde com um escudo quadriculado. A princípio ele é um personagem amigável, mas há um detalhe: ele sofre de estresse pós-traumático, o que faz com que sofra flashbacks, toda vez que ouve, vê ou ocorre uma situação que o faz lembrar da guerra. Quando isso acontece, seus olhos ficam amarelo esverdeados, seus dentes ficam afiados e tortos e sua voz muda de aguda para grave. Nesse estado de transe, achando que está na guerra novamente, Flippy mata todos ao seu redor das maneiras mais violentas e criativas, porém não se lembra da chacina que acabou de cometer quando volta ao normal, com exceção do episódio de TV "Double Whammy" no qual ele até procura ajuda com um psiquiatra (que inclusive, era Lumpy). Há evidências de que Flippy lutou na Guerra do Vietnã, particularmente pela sua obsessão em fazer armadilhas inspiradas nos vietcongues e "flashbacks" de sua experiência por ter sido capturado por eles, como visto em "Easy for You to Sleigh". Além disso, seu traje parece com a das Forças Especiais do Exército Americano, que desempenhou um papel importante durante tal guerra. Flippy raramente aparece nas séries, provavelmente devido ao seu comportamento repetitivo, evidente na maioria dos episódios em que aparece. Mesmo assim, é o personagem mais popular da série. Até hoje, o único Tree Friend que conseguiu tirar sua vida foi Lumpy, se bem que no episódio "Without a Hitch", foi Flaky quem tentou matá-lo (pois achava que este queria matá-la). Flippy também tem uma coleção de armas de guerra antigas, tais como espadas e armaduras, como visto no episódio "Easy For You to Sleigh".
- Ele foi um dos personagens do Spin-Off Ka-Pow! (Ele foi o primeiro personagem que a sobrinha de Kenn, Carla Danielle, fez.)

Primeira Aparição: "Hide and Seek"
Primeira Morte: "Happy Trails Part 2"
Primeira Vitima: Toothy em "Hide and Seek"

### Handy
Um castor pedreiro laranja com inexplicáveis braços amputados. Os tocos estão cobertos por bandagens. Ele usa um capacete de engenheiro amarelo e um cinto com um martelo e uma chave-de-fenda. Mesmo sem mãos, ele consegue construir casas, consertar veículos, pilotar aviões e helicópteros, mas não consegue simplesmente abrir uma porta. Ele costuma construir coisas grandes ou pequenas, mas nunca foi mostrado como ele faz isso. Normalmente é fora da tela. Costuma se prejudicar por não ter mãos, o que geralmente leva à sua morte. Aparentemente perdeu suas mãos num acidente de trabalho, devido às bandagens e o fato de sempre se esquecer de que não as tem. Toda vez que vai fazer uma coisa que necessita de mãos, mas se lembra de que não as tem, ele faz um olhar frustrado, que acabou virando sua "assinatura". O episódio "In a Jam" mostra que ele também é epiléptico.
Primeira Aparição: "House Warming"
Primeira Morte: "Wheelin' and Dealin'"
Primeira Vitima: Flaky em "Happy Trails Part 2"

### Lifty & Shifty
Dois guaxinins gêmeos cleptomaníacos verdes, são trapaceiros que roubam frequentemente as coisas dos outros. Embora tenham as mesmas marcas, personalidade e voz, Shifty veste um chapéu. Na maioria dos episódios, eles têm uma van. Por algum motivo Lifty sempre morre depois de Shifty, com exceção dos episódios "Milkin' It", "Who's To Flame", "Swelter Skelter" e "Buns Of Steal". Sua cor verde implica dinheiro, ganância e egoísmo, relacionando às suas personalidades criminais. Dependendo da situação, um não irá salvar a vida do outro para prosseguir com o crime, excetuando apenas no episódio "A Class Act", em que Shifty leva Lifty já partido ao meio para um lugar seguro após a explosão no teatro.
Primeira Aparição: "Wheelin' and Dealin'"
Primeira Morte: "Wheelin' and Dealin'"
Primeira Vitima: Handy em "Wheelin' and Dealin'"

### Mime
Um cervo roxo com a cara pintada que veste uma camisa listrada de preto/roxo e branco. Inicialmente tinha um rabo, que depois foi removido (mas que é visível no episódio "Random Acts of Silence"). Geralmente não fala porque é mímico, fazendo com que os outros dificilmente o entendam. Aparentemente, a maioria de seus objetos são imaginários, mas podem ser roubados, como visto em "Easy For You To Sleigh". Fez algumas coisas aparentemente impossíveis, como fazer barulhos de buzina enquanto dirigindo um monociclo em "Concrete Solution", comer pipoca fazendo barulho, fazer barulhos enquanto interagindo com sua "mobília imaginária" e até tocar uma guitarra imaginária em "In a Jam". Já foi dito que ele é mudo, mas em episódios como "Out of Sight, out of Mime", "Happy Trails Parte 1" e "Something Fishy", ele fez ruídos sonoros (como ruídos de asfixia, barulhos de assopros e roncos), mostrando que pode falar, apenas não o faz (mesmo em situações de emergência). Ele tem talento com habilidades de circo como malabarismo e criar animais com balões, e suas tentativas de entreter seus amigos têm consequências fatais. Mime gosta muito de amendoins, e já chegou até a colocar a mão num liquidificador para pegá-los (e pagou caro por isso).
Primeira Aparição: "Mime and Mime Again'"
Primeira Morte: "Happy Trails Part 1'"
Primeira Vitima: Toothy em "Mime and Mime Again'"

### The Mole
Uma toupeira roxa cega com uma pinta em seu rosto e óculos escuros. Ele normalmente veste uma roupa roxa, cuja gola cobre a boca. Como Mime, ele nunca fala. É possível que ele não seja só cego, mas também mudo, mas ele não é surdo, como visto em "Out Of Sight, Out Of Mime", "Wipe Out" e "We're Scrooged", mas tem problemas de audição, visto em vários episódios (ele sem querer mata os personagens mas não ouve os seus gritos, por exemplo) mas em um episódio em que ele trabalha limpando vidros, e para que o episódio ocorra normalmente sem que ele atrapalhe, ele ouve música enquanto Splendid briga com vilões e The Mole nem percebe os vidros quebrando. Provavelmente, só pode ouvir sons altos. Suas ações parecem com aquelas do Mr. Magoo, e sua cegueira é muitas vezes a causa da morte dos outros personagens. Como Lumpy, não se sabe onde ele realmente mora, pois no episódio "Can't Stop Coffin" ele mora abaixo do solo, demonstrando seus instintos de toupeira. Mas nos episódios "Out Of Sight, Out Of Mime" e "A Sight For Sore Eyes" ele mora em casas normais, nos episódios "We're Scrooged", "Hear Today, Gone Tomorrow" e "False Alarm" ele aparece morando na rua, como um mendigo.
- Ele é um dos personagens do spin-off Ka-Pow!.

Primeira Aparição: "Pitchin' Impossible'"
Primeira Morte: "Happy Trails Part 1'"
Primeira Vitima: Petunia em "Pitchin' Impossible'"

### Cro-Marmot
Uma marmota pré-histórica congelada em um bloco de gelo. Ele, de alguma maneira, consegue realizar várias tarefas enquanto preso no gelo, como arremessar bolas de neve e dirigir, algo semelhante a como Handy pode executar tarefas do dia-a-dia, mesmo sem mãos. Para se manter congelado, Cro-Marmot fica principalmente em áreas frias, e às vezes é visto dirigindo um caminhão de sorvete, e vive em um pequeno iglu dentro de um gigante globo de neve. Cro-Marmot quase nunca morre nas séries, o motivo é porque o gelo em que ele está preso o protege de desastres. A menos que algo aconteça com o gelo, ele é quase invulnerável a eventos infelizes. O único episódio em que ele não está congelado é "Dino-Sore Days", um episódio que ocorreu durante os tempos ancestrais. Cro-Marmot normalmente aparece como um figurante nas séries, e dificilmente tem algum papel importante em algum episódio.
Primeira Aparição: "Tongue Twister Trouble"
Primeira Morte: "Class Act"
Primeira Vitima: Petunia em "Snow What? That's What!"

### Pop
Um urso bege claro. Ele é outro personagem adulto. Algumas pessoas se referem a ele como o estereotipado pai vestidor-de-roupão e fumador-de-cachimbo dos anos 50. Ele raramente aparece sem o seu filho Cub. Seu filho geralmente morre como resultado de sua desatenção - mas é claro que ele o ama. Nas séries de internet, ele normalmente não sabia da morte de seu filho, mas ele sabe mais delas nas séries de TV. Ele não é nada "brilhante" quando tenta salvar seu filho, e muitas vezes o mata e às vezes ele próprio também.
Primeira Aparição: "Havin' a Ball"
Primeira Morte: "Havin' a Ball"
Primeira Vitima: Cub em "Chip Off the Ol' Block"

### Cub(irmão do Pop)
O filhote bebê de Pop. Ele usa fraldas e um pequeno chapéu com uma pequena hélice em cima. Ele tem um corpo de bebê mas a mentalidade de uma criança entre 3 a 7 anos. Os olhos dele são diferentes em relação aos dos outros Tree Friends; ele possui apenas as pupilas, dando-lhe uma aparência mais adorável, mas isso não impede que morra ao mesmo estilo dos outros personagens. Pelo contrário. Suas mortes geralmente são efeito da irresponsabilidade de seu pai e costumam ser as mais violentas, dolorosas e irônicas (como, seu pai tenta salvá-lo mas acaba matando-o por acidentes).
Primeira Aparição: "Havin' a Ball"
Primeira Morte: "Havin' a Ball"
Primeira Vitima: Lumpy em "Rink Hijinks"

### Russell
Uma lontra do mar pirata da cor azul-oceano, com típicos acessórios de pirata como um chapéu Jolly Roger, duas pernas de pau, um tapa-olho e um gancho na mão. Ele gosta de pescar, velar e comer frutos do mar, especialmente mariscos, e é o único Tree Friend que não é um animal selvagem, e sim, marinho. Mais uma vez, devido à preguiça dos animadores, seu gancho e tapa-olho mudam de lugar durante e entre episódios. O correto é que ambos fiquem do lado direito. Inicialmente, Russell tinha uma barba mas sumiu depois de um tempo. Ele não tem cauda na sua primeira aparição, que depois foi adicionada. Tipicamente, seu vocabulário consiste apenas em 'Yar!' e 'Yar?', porém em alguns episódios ele fala frases truncadas como os outros personagens. Às vezes, quando botado numa situação violenta ou assustadora, Russell vai enlouquecer e rir de uma forma louca e cortar tudo pela frente com seu gancho como visto em "Get Whale Soon". Apesar de passar a maior parte de seu tempo na água, ele é comumente visto com os outros personagens.
Primeira Aparição: "Who's Line Is It Anyway?"
Primeira Morte: "Who's Line Is It Anyway?"
Primeira Vitima: Lumpy em "Get Whale Soon!"

### Sniffles
Um tamanduá nerd azul-cinzento de óculos, que adora formigas e é muito inteligente. Ele normalmente aparece fazendo trabalhos relacionados com escola, lendo livros escolares e atua como médico em vários episódios. Para reforçar a imagem de "nerd", ele se vestiu como um personagem de Star Trek (provavelmente Spock, pelas orelhas) no episódio de Halloween "Remains To Be Seen". Ele também é um grande fã de Splendid: no episódio "Suck It Up", ele possui uma revista em quadrinhos do personagem no chão, em "A Sight For Sore Eyes", ele tem uma figura de ação de Splendid na estante e em "Wrath Of Con", ele pede-lhe um autógrafo. Em alguns episódios, ele tenta comer formigas, (que de tanto aparecerem, são consideradas personagens secundários) mas é torturado e morto por elas da forma mais sádica possível, e em outros é vítima de suas próprias invenções. Ele aparenta ser o melhor amigo de Nutty. Apareceu e morreu pela primeira vez no episódio "Crazy Ant-ics", e sua primeira vítima foi Flaky em "Happy Trails Pt. 2: Jumping The Shark".
Primeira Aparição: "Crazy Ant-ics"
Primeira Morte: "Crazy Ant-ics"
Primeira Vitima: Flaky em "Happy Trails Part 2"

### Splendid
Um esquilo voador azul, que é um super-herói. Seus superpoderes são vagamente baseados nos do Super-Homem; ele pode voar (sendo o único Tree Friend que voa), disparar raios laser de seus olhos, tem superforça, audição supersônica e pode respirar gelo. Outras referências ao Super-Homem é como ele voltou no tempo girando a Terra ao contrário em "Better Off Bread" (só para lanchar um saboroso bolo) e seu ponto fraco é "Kryptonut", uma óbvia referência ao ponto fraco do Super-Homem: Kryptonita. Kryptonut é verde incandescente, com forma de uma noz, e assim como a Kryptonita faz com o Super-Homem, faz ele perder os seus superpoderes, e inclusive o faz vomitar abundantemente e o deixa doente. Assim como Flippy, ele raramente aparece, raramente morre e causou a morte de vários personagens. A ironia em ser super-herói é que quase sempre acaba matando os personagens que salva, e às vezes ele nem percebe isso. Ele está de algum jeito conectado a Rocky J. Squirrel de Rocky & Bullwinkle e também a Hancock pelo jeito de agir e salvar seus amigos. Ele é admirado por vários Tree Friends, especialmente Sniffles e Toothy (apenas Pop não gosta dele). Assim como Cro-Marmot, Splendid é um dos personagens que menos apareceram na série. Em todas as suas aparições ele é mostrado com personagem principal, exceto no episódio Class Act.
- Ele é um dos personagens do spin-off Ka-Pow!.

Primeira Aparição: "Helping Helps"
Primeira Morte: "Class Act"
Primeira Vitima: Giggles em "Helping Helps"

### Buddhist Monkey
Os criadores acharam que esse personagem foi uma ideia tão boa que merecia seu próprio show, que atualmente tem apenas 3 episódios. Esses episódios eram originalmente exclusivos para os segundos e terceiros DVDs. Porém, em Junho de 2006, o episódio "Enter The Garden" foi realizado no site. Como seu nome diz (Macaco Budista), ele é um macaco que vive sua vida do jeito buda. Ele tem pelo mostarda, com quatro pontos na forma de um quadrado na testa e usa o que parece ser um manto monge marrom, com um número de contas, usadas como um cinto. Ele normalmente é muito calmo e tem uma vida pacífica, mas é conhecido por seus ataques de fúria repentina quando os Ninjas Genéricos do Mal o atacam e destroem suas posses. Ele matou apenas os ninjas e mais ninguém. O seu show parece uma paródia a animes populares de ação, como Dragon Ball Z. Ele fez várias aparições nos episódios regulares. Essas aparições incluem episódios de Buddhist Monkey passando em telas de cinema e Cub jogando jogos de brinde com uma imagem dele no lado. Ele é o único personagem que ainda não contou uma morte sequer. Buddhist Monkey é considerado um personagem fictício no mundo dos HTF (ou seja, um show dentro de um show).
Além dos personagens principais, houve vários personagens "secundários" que apareceram no show, alguns apareceram várias vezes, outros apenas uma. Os criadores afirmaram que haverá mais personagens adicionados ao show num futuro próximo. Apenas um deles é planejado para ficar permanentemente.
- Ele é um dos personagens do spin-off Ka-Pow!.

Primeira Aparição: "Enter the Garden"
Primeira Vitima: Generic Tree Ninjas em  "Enter the Garden"

### LammyeMr. Pickels
Lammy é uma ovelha lilás, de lã branca (que se parece muito com um casaco) e com um laço roxo na cabeça. Seu melhor "amigo" é Mr. Pickels, um picles verde com uma cartola e um bigode. Ele, como Flippy, é um personagem que mata outros de propósito, mas só Lammy o vê como se fosse vivo, pois Mr. Pickels é um picles sem vida, por causa disso, é provável que Lammy tenha esquizofrenia. Como visto no episódio "A Bit Of a Pickle", foi Lammy quem matou Petunia, não Mr. Pickels: Lammy estava imaginando que Mr. Pickels estava enforcando Petunia, então, tentando ajudar, Lammy acabou enforcando e matando a amiga. Nesse episódio fica a prova de sua esquizofrenia: ela dirigia um carro desgovernado (que imaginava ter sido ligado por Mr. Pickels), leva um choque de Lumpy (que era um policial) e é possível ver que seu crânio estava rachado na parte de cima (Lumpy tem um defeito semelhante, mostrado em "Seize The Day"). Lammy também gosta muito de festas de chá, assim como Giggles. Mr. Pickels, apesar de ser um personagem, é considerado um inimigo (assim como Flippy, Lifty e Shifty), por fazer mal aos outros personagens.
Primeira Aparição: "A Bit of a Pickle"
Primeira Morte: "All in Vein"
Primeira Vitima: Petunia em "A Bit of a Pickle"

### Truffles
Personagem que perdeu na enquete para ingressão na série, se trata de um javali de cor azul-bebê vestido de marinheiro. Truffles raramente aparece nos episódios, e mesmo assim é difícil vê-lo. É considerado por muitos um Easter Egg, pois quando aparece está em um local difícil de ser notado. Aparece (de um jeito que só pode ser visto pausando o vídeo) nos episódios "A Bit Of a Pickle", "See You Later, Elevator", "Stealing The Spotlight - Blurb", "All In Vein", "Royal Flush" e "The Chokes On You" (o único em que ele e Lammy aparecem ao mesmo tempo). O único episódio em que ele aparece inteiro é "Clause For Concern".
Primeira Aparição: "A Bit Of a Pickle"
Primeira Morte: "All In Vein".

## Jogos
Jogos desenvolvidos da série Happy Tree Friends, eis alguns:

### Happy Tree Friends: False Alarm
Um jogo chamado Happy Tree Friends: False Alarm foi lançado em 25 de Junho de 2008. Foi desenvolvido por Stainless Games e Sega para Xbox Live Arcade no Xbox 360 e PC. É um jogo de ação-aventura utilizando um conceito de "interação-com-o-ambiente". É similar em alguns aspectos ao jogo Lemmings. No jogo, o jogador controla quase todo mundo. As fases incluem uma mina, uma fábrica de doces, hospital, e um museu. Além disso, há um episódio exclusivo no jogo, no entanto, acabou sendo exibido no site oficial dos HTF. Os personagens disponíveis nesse jogo são Flippy, Flaky, The Mole, Russell, Giggles, Toothy e Nutty.

### Happy Tree Friends: Slap Happy
Outro jogo chamado Happy Tree Friends: Slap Happy foi lançado em 30 de Agosto de 2009, desenvolvido pela Publisher X para iPhones e também para iPods Touch, o jogo é inspirado na série. O jogador tem a habilidade de machucar um personagem dentro do iPhone, que é o Cuddles.

## Ka-Pow!
Em 2 de setembro de 2008 uma série de ação spin-off estreia, Ka-Pow!, apresentando Flippy, Buddhist Monkey e Splendid, e The Mole e com mais violência do que o usual na série original. Atualmente há apenas 1 episódio para cada série (exceto para Buddhist Monkey).
- W.A.R. Journal: Retrata Flippy na Guerra do Vietnã, e introduz novos personagens, o camaleão Sneaky e o rato francês Mouse Ka-Boom.
- Buddhist Monkey: Retrata Buddhist Monkey, o macaco chinês que luta contra seus inimigos, sempre querendo tirar sua paciência.
- Splendid's SSSSSuper Squad: Splendid agora tem um rival, Splendont, e um esquadrão que satiriza a Liga da Justiça.
- The Mole in The City: The Mole derrotando seu arqui-inimigo, The Mouse.

## Videoclipe da Fall Out Boy
Em 2007, a banda de rock alternativo Fall Out Boy encomendou da Mondo Media um videoclipe para sua música "The Carpal Tunnel of Love", tematizado com os personagens da série. Nele, todos os personagens morrem da mesma maneira sangrenta que na série. Os membros da banda fazem aparições como personagens especiais do Happy Tree Friends.

## Polêmicas
Os episódios de Happy Tree Friends foram criticados de forma negativa por: Abuso de surrealidade e excessiva violência e humor negro. O conteúdo gráfico da série também levou preocupação de telespectadores e pais de crianças. Apesar disso tudo, nenhum aviso aparente sobre o conteúdo gráfico de Happy Tree Friends é fornecido pela Mondo Media em qualquer site seu ou nos vídeos do YouTube de seus episódios. Enquanto isso, nem a 'Sobre o Show' ou seções de "FAQ" do site se referem ao conteúdo gráfico do programa ou indicar a sua adequação para as crianças. Numerosas cartas de reclamações foram enviadas para Mondo Media, e a maioria delas foram feitas pelo público anônimamente para criadores da série, os atores de voz, e pessoas aleatórias via canal Mondo Media no YouTube.
Em fevereiro de 2008, o russo Meios de Cultura Departamento de Proteção (Rossvyazohrankultura, um órgão regulador para a TV na Rússia) proibiu Happy Tree Friends ao lado de As Aventuras de Big Jeff, alegando que ambos os shows "promovem a violência e brutalidade, prejudicam a saúde psíquica e moral das crianças , moralidade ataque social; tudo isso sendo uma violação do acordo de licença ". O departamento advertiu a emissora de televisão russa 2 × 2 para cessar a transmitir o programa para evitar a aplicação da lei e a proibição permanente do canal.

## Elenco
| Título de trabalho | Nome         | Descrição |
| ------------------ | ------------ | --- |
| Engenheiro de som  | Jim Lively   | A música apresentada, antes, depois e durante cada episódio de Happy Tree Friends é composto por Jim Lively, o engenheiro de som de Happy Tree Friends. Lively foi no ramo de som, desde aos 16 anos. Lively fica principalmente na área do design de som e edição de diálogo, embora ele continue a misturar a música. |
| Artista            | Francis Carr | Francis Carr se juntou à equipe logo mais tarde no desenvolvimento. Geralmente trabalhando com o engenheiro de som Jim Lively, ele tinha sido capaz de expandir sua carreira. Francis Carr também é conhecido por fazer a voz do personagem Russell.                                                                    |

| Nome                   | Posição                                                      | Ano                          |
| ---------------------- | ------------------------------------------------------------ | ---------------------------- |
| Kenn Navarro           | Co-criador, diretor, diretor de animação, escritor, dublador | 1999 – presente              |
| Rhode Montijo          | Criador, diretor, diretor de arte, escritor, dublador        | 1999 – 2004                  |
| Aubrey Ankrum          | Diretor, escritor, artista do storyboard, dublador           | 1999 – 2006, 2006 - presente |
| Warren Graff           | Editor de storyboard, escritor, dublador                     | 2000 – presente              |
| Ken Pontac             | Editor de storyboard, escritor, dublador                     | 2004 – presente              |
| Ziad Natshe            | Editor de storyboard, animador                               | 2000 – 2002                  |
| Jeff Biancalana        | Escritor, Animador, artista de storyboard, dublador          | 2001 – 2005                  |
| David Winn             | Escritor, animador, dublador                                 | 2003 – present               |
| Alan Lau               | Animador, escritor, diretor, artista de storyboard           | 2001 – presente              |
| Jason Sadler           | Animador, escritor, diretor                                  | 2001 – presente              |
| Mark Fiorenza          | Escritor                                                     | 2000 – 2003                  |
| Brad Rau               | Animador, artista de storyboard                              | 2001 – presente              |
| Roque Bollestros       | Escritor, animador, diretor, artista de storyboard           | 2001 – presente              |
| Paul Allan             | Escritor, animador, diretor                                  | 2000 – presente              |
| Nica Lorber            | Animadora, dubladora                                         | 2000 – presente              |
| Michael "Lippy" Lipman | Artista de storyboard, animador, diretor, escritor, dublador | 2000 – presente              |
| Peter Herrman          | Artista de storyboard, dublador                              | 2000 – presente              |
| Jim Lively             | Designer de som                                              | 2000 – presente              |
| Francis Carr           | Dublador                                                     | 2004 – presente              |
| Jerome Rossen          | Compositor                                                   | 2005 – presente              |
| John Evershed          | Produtor executivo                                           | 2000 – presente              |
| Liz Stuart             | Produtor, dublador                                           | 2000 – presente              |

| Nome                   | Personagem                                         |
| ---------------------- | -------------------------------------------------- |
| Kenn Navarro           | Cuddles, Flippy, Lifty & Shifty                    |
| Rhode Montijo          | Lumpy, Splendid (2000 – 2005)                      |
| David Winn             | Lumpy, Splendid (2005 – presente)                  |
| Dana Belben            | Giggles, Petunia, Cub (2000 – 2005)                |
| Ellen Connell          | Giggles, Petunia, Cub (2005 – 2009)                |
| Lori Jee               | Giggles, Petunia, Cub, Panda Mom (2009 – presente) |
| Warren Graff           | Toothy, Handy                                      |
| Aubrey Ankrum          | Pop, Evil Flippy                                   |
| Liz Stuart             | Sniffles                                           |
| Nica Lorber            | Flaky                                              |
| Jeff Biancalana        | Russell (2000 – 2005), Buddhist Monkey             |
| Peter Herrman          | Disco Bear                                         |
| Michael "Lippy" Lipman | Nutty                                              |
| Francis Carr           | Russell (2005 – present)                           |
| Mark Giambruno         | Lifty & Shifty (2000 – 2005)                       |
| Renée T. MacDonald     | Lammy                                              |
| Ken Pontac             | Vozes adicionais                                   |

| Nome                     | Personagem     |
| ------------------------ | -------------- |
| Yuko Gibu                | Cuddles        |
| Katsuyuki Konishi        | Lumpy          |
| Akiko Kawase             | Splendid       |
| Chiwa Saito              | Giggles        |
| Ryoka Yuzuki             | Petunia        |
| Okamoto Nami             | Cub            |
| Akemi Okamura            | Toothy         |
| Nanae Katou              | Handy          |
| Yuri Chinen              | Sniffles       |
| Akeno Watanabe           | Flaky          |
| Hinako Sasaki            | Russell        |
| Yasuyuki Kase            | Disco Bear     |
| Kei Shindo               | Nutty          |
| Asami Yaguchi            | Mime           |
| Yuko Sanpei, Kana Uetake | Lifty & Shifty |
| Chika Fujimura           | Lammy          |
| Yukana                   | Flippy         |
| Satomi Korogi            | Pop            |

| Show                                     | Ano  | Categoria                                 | Premiado              |
| ---------------------------------------- | ---- | ----------------------------------------- | --------------------- |
| Festival de cinema de animação de Annecy | 2003 | Melhor curta animação feita para Internet | Eye Candy             |
| Festival de cinema de animação de Annecy | 2007 | Melhor animação adulta                    | From Hero To Eternity |
| Ottawa International Animation Festival  | 2004 | Melhor curta animada feita para Internet  | Out On A Limb         |
| Ottawa International Animation Festival  | 2005 | Melhor curta animada feita para Internet  | Mole in the City      |
| Ottawa International Animation Festival  | 2007 | Melhor animação adulta por episódios      | Double Whammy Part 2  |